# Jennie Kwan
Jennie Kwan (nacida como Jennifer Trinidad Fernando; 9 de septiembre de 1973) es una actriz de cine, teatro y televisión, además de una actriz de doblaje y cantante filipino-americana de Los Ángeles, California.

## Carrera
Jennie comenzó actuando a la edad de 11 años, cuando comenzó a trabajar con la empresa turística, "Kids of the Century." Su primer papel de televisión fue en 1991 como la voz de Audrey en Little Shop, una serie basada en la película cinematográfica de 1986 Little Shop of Horrors.
Más tarde, Jennie apareció en su más destacado papel caracterizando a Samantha Woo en la importante serie de la NBC, California Dreams. En 1992, hizo una audición para el importante papel como Tiffani, pero lo perdió en favor de Kelly Packard. En aquel mismo año, también apareció en un episodio de Beverly Hills, 90210. En enero de 1993, ella comenzó a realizar el papel como Kim en la producción de Chicago Miss Saigon. Tras ese año, los productores de California Dreams la llamaron a de nuevo para el reparto principal, interpretando el papel de Sam, una estudiante de intercambio. Kwan sustituyó a Heidi Noelle Lenhart en el reparto principal y permaneció con el espectáculo hasta su cancelación en 1997.
Durante aquel año, Jennie apareció como una estrella invitada en Family Matters. También interpretó el papel de "Trish" en la película Trojan War.
Además, Kwan interpretó el papel de estudiante Diane en el musical producido en Los Ángeles Bare, a Pop Opera así como interpretó papeles en Faces of America y la serie Fear of a Punk Planet.
En 2001, Jennie dejó la interpretación por un tiempo para unirse al grupo Nobody's Angel. Sin embargo, con su popularidad rápidamente descendiendo, el grupo se disuelve solamente un año más tarde.
Jennie volvió a la interpretación en 2005, poniendo voz al personaje de la guerrera Suki en la serie de animación Avatar: The Last Airbender influenciada por la cultura asiática. Interpretando papeles en musicales tales como "Avenue Q". Tras 2008, Jennie terminó su contrato.
En 2009, proporcionó la voz para el rol de Bitgirl, Myang Myang y Edu en "Random! Cartoons".
Sobre el 4 de marzo de 2010 Jennie Kwan participó en un episodio de Late Night with Jimmy Fallon, Jennie también participó en la reunión de California Dreams con muchos de sus antiguos compañeros. Habló de su trabajo más reciente en televisión y las etapas de su trabajo en el mundo de la interpretación.